# Walerij Litanjuk
Walerij Bohdanowytsch Litanjuk (ukrainisch Валерій Богданович Літанюк, engl. Transkription Valeriy Bohdanovych Litanyuk; * 2. April 1994) ist ein ukrainischer Geher.

## Sportliche Laufbahn
Walerij Litanjuk bestritt im Jahr 2010 seine ersten Wettkämpfe im Gehen. Zwei Jahre später trat er über 10 km bei den Ukrainischen Meisterschaften an und belegte den neunten Platz. Ein Jahr später konnte er ausschließlich Wettkämpfe in der Halle bestreiten und wurde bei den nationalen Meisterschaften erneut Neunter über 10.000 Meter. 2015 belegte er über diese Distanz den fünften Platz bei den Ukrainischen Hallenmeisterschaften. 2016 absolvierte Litanjuk seinen ersten kompletten Wettkampf über die 50-km-Distanz und konnte die Bronzemedaille bei den nationalen Meisterschaften gewinnen. Dies gelang ihm 2017 erneut. In diesem Jahr stellte er im Juni mit 1:26:12 h seine persönliche Bestzeit über 20 km auf, bevor er im August über diese Distanz bei der Universiade in Taipeh an den Start ging und den neunten Platz belegte. 2018 stellte Litanjuk im Mai in China mit 3:53:05 h eine neue Bestzeit über 50 km auf. Damit qualifizierte er sich für die Europameisterschaften in Berlin und damit zum ersten Mal für eine Teilnahme an internationalen Meisterschaften im Erwachsenenbereich. Den Wettkampf Anfang August absolvierte er in 4:01:33 h, womit er den 18. Platz belegte. 2019 stellte er, erneut im Mai, beim Europäischen Geher-Cup in Litauen in 3:51:27 h abermals eine neue Bestzeit auf, womit er sich für die Weltmeisterschaften in Doha qualifiziert. Bei dem Wettkampf Ende September in Katar belegte er den 25. Platz. 2020 wurde Litanjuk Ukrainischer Vizemeister über 50 km. Ein Jahr später konnte er an seinen ersten Olympischen Spielen teilnehmen, nachdem die Dopingsperre seines Landsmanns, Ihor Hlawan, verlängert wurde und er somit nachrücken konnte. Anfang August ging er in Sapporo bei den Spielen an den Start. Er belegte schließlich den 39. Platz.

## Wichtige Wettbewerbe
| Jahr                | Veranstaltung         | Ort                 | Platz               | Disziplin           | Zeit                |
| Startet für Ukraine | Startet für Ukraine   | Startet für Ukraine | Startet für Ukraine | Startet für Ukraine | Startet für Ukraine |
| ------------------- | --------------------- | ------------------- | ------------------- | ------------------- | ------------------- |
| 2017                | Universiade           | Taipeh              | 9.                  | 20 km Gehen         | 1:34:12 h           |
| 2018                | Europameisterschaften | Berlin              | 18.                 | 50 km Gehen         | 4:01:33 h           |
| 2019                | Weltmeisterschaften   | Doha                | 25.                 | 50 km Gehen         | 4:42:18             |
| 2021                | Olympische Spiele     | Tokio               | 39.                 | 50 km Gehen         | 4:14.05 h           |

## Persönliche Bestleistungen
Freiluft
- 10.000-m-Bahngehen: 42:59,7 min, 4. November 2018, Tschop
- 10-km-Gehen: 42:38 min, 29. Oktober 2017, Uschhorod
- 20-km-Gehen: 1:26:12 h, 17. Juni 2017, Sumy
- 50-km-Gehen: 3:51:27 h, 19. Mai 2019, Alytus

Halle
- 5000-m-Bahngehen: 19:50,11 min, 11. Januar 2019, Kiew
- 10.000-m-Bahngehen: 48:13,03 min, 13. Februar 2013, Sumy